# Internationaux de Strasbourg 2002
Internationaux de Strasbourg 2002 — жіночий тенісний турнір, що проходив на відкритих кортах з ґрунтовим покриттям Centre Sportif de Hautepierre у Страсбургу (Франція). Це був 16-й за ліком Internationaux de Strasbourg. Належав до турнірів 3-ї категорії в рамках Туру WTA 2002. Тривав з 20 до 25 травня 2002 року. Друга сіяна Сільвія Фаріна-Елія виграла свій другий підряд титул на цьому турнірі й отримала 27 тис. доларів США.

## Фінальна частина

### Одиночний розряд
Сільвія Фаріна-Елія —  Єлена Докич 6–4, 3–6, 6–3
- Для Фаріни-Елії це був 1-й титул в одиночному розряді за сезон і 2-й - за кар'єру.

### Парний розряд
Дженніфер Гопкінс /  Єлена Костанич —  Каролін Денін /  Мая Матевжич 0–6, 6–4, 6–4